# Gainesville (Texas)
Pour les articles homonymes, voir Gainesville.
La ville de Gainesville est le siège du comté de Cooke, dans l’État du Texas, aux États-Unis. Elle comptait 16 002 habitants lors du recensement de 2010.

## Histoire
En octobre 1862 a lieu la grande pendaison de Gainesville lors de laquelle 41 civils accusés d'être favorables à l'Union sont pendus.

## Démographie
| Groupe            | Gainesville | Texas | États-Unis |
| ----------------- | ----------- | ----- | ---------- |
| Blancs            | 74,7        | 70,4  | 72,4       |
| Autres            | 14,3        | 10,1  | 6,4        |
| Afro-Américains   | 5,1         | 11,9  | 12,6       |
| Métis             | 3,3         | 2,7   | 2,9        |
| Asiatiques        | 1,3         | 3,8   | 4,8        |
| Amérindiens       | 1,3         | 0,7   | 0,9        |
| Total             | 100         | 100   | 100        |
|                   |             |       |            |
| Latino-Américains | 28,3        | 37,6  | 16,7       |

Selon l'American Community Survey pour la période 2011-2015, 74,64 % de la population âgée de plus de 5 ans déclare parler l'anglais à la maison, 23,52 % déclare parler l'espagnol et 1,83 % une autre langue.